# 萧美人 (明朝)
萧美人（14世纪1365年后—1398年），山东沂州人:85，明太祖朱元璋的美人。
萧氏的生平，史料无记载。相关事迹见于1990年出土其兄长萧逊、2009年出土的侄媳袁妙真墓志:78。萧氏是沂州人萧敬的季女（小女儿），生母（嫡母）咼氏，兄长萧逊（1365年生，1414年卒），兄弟萧让:83。
父亲萧敬在元末追随着朱元璋，选入金吾衛。洪武初年，萧敬随明军南征，参与平定“六诏五开”。袁妙真墓志记，因“日见亲信，累以勋绩，选敬季女入宫，拜为美人”。洪武三十一年（1398年），朱元璋逝世。袁妙真墓志记，萧美人“请从陪葬孝陵，而从容就义。”:81—82目前，陪葬明孝陵的朱元璋妃嫔墓均无实考。
建文朝始设孝陵卫，追赠其父萧敬为孝陵卫指挥使。当代研究者指，这是因萧美人殉葬之故。其后至弘治年间，萧氏家族和驸马梅殷家族的成员成为孝陵卫指挥使一职的选用范围。萧美人的兄弟萧逊、侄子萧昱（萧彦晖）、侄孙萧玮、曾侄孙萧铎四代皆为孝陵卫指挥使:88—89。